# Igreja Ortodoxa Macedônia
A Igreja Ortodoxa Macedônia (português brasileiro) ou Macedónia (português europeu) (em macedônio: Македонска православна црква) ou Igreja Ortodoxa da Macedônia - Arquidiocese de Ocrida (em macedônio: Македонска православна црква - Охридска архиепископија) é uma Igreja Ortodoxa autocéfala, canônica, e o maior grupo de cristãos na Macedônia do Norte. Possui jurisdição eclesiástica sobre a Macedônia do Norte e também está representada na diáspora macedônia.
O Primaz da Igreja é o Arcebispo Estêvão Velianovski, Metropolita de Escópia, Arcebispo de Ocrida, da Macedônia e Justiniana Prima.
Sua autocefalia foi concedida pelo Patriarcado Sérvio em 24 de maio de 2022, formalizada em 05 de junho do mesmo ano, com a entrega de um tomos.

## Nome
Desde 2009 a Igreja Ortodoxa Macedônia usa o nome histórico "Arquidiocese de Ocrida" que é oficialmente referida em documentos como "Igreja Ortodoxa da Macedônia - Arquidiocese de Ocrida".
De acordo com o Metropolita Gabriel de Lovchani, da Igreja Ortodoxa Búlgara, a Igreja Ortodoxa Macedônia não pode receber o nome de Arcebispado de Ocrida, porque este é o nome histórico da Igreja Ortodoxa Autocéfala Búlgara de 1018 a 1767.
E enquanto o Sínodo de Constantinopla estipulou que a Igreja da Macedônia deve ser conhecida como o Arcebispado de Ocrida, o Conselho de Bispos da Sérvia afirma que o nome oficial será resolvido em “diálogo fraterno direto com a Grécia e outras Igrejas Ortodoxas”.
Igreja Ortodoxa da Macedônia - Arquidiocese de Ocrida, conforme Tomos de Autocefalia.

## História

### Cristianismo na Macedônia
De acordo com as fontes nos Atos, São Paulo, discípulo de Cristo, começou a espalhar o Cristianismo na Macedônia e em outros lugares da Península Balcânica em meados do século I d.C. Ele visitou esta região em duas ocasiões durante suas viagens pela Europa e Ásia. Ele foi seguido por Timóteo e Silas, que permaneceram na Macedônia após sua partida. Naquela época, como província romana, a Macedônia frequentemente mudava suas fronteiras e sua composição étnica. Como resultado da cristianização nos primeiros três séculos, os cristãos na Macedônia no início do século IV já tinham uma Igreja organizada com uma hierarquia eclesiástica estabelecida, cujos bispos participavam regularmente dos concílios ecumênicos.
No século V a Igreja tinha várias metrópoles e dioceses. As metrópoles de Tessalônica e Escópia foram as mais ilustres entre elas. Várias basílicas cristãs são originárias deste período, incluindo a próxima à aldeia de Bardovci, nos arredores ocidentais de Escópia.
Durante o reinado do Imperador Justiniano I (527-565), que veio da aldeia de Tauresium na região de Escópia, uma nova cidade foi construída perto do local de nascimento do imperador, chamada Justiniana Prima em homenagem a ele. O Metropolita de Escópia foi nomeado arcebispo autocéfalo. Cateliano foi o primeiro Arcebispo da Arquidiocese de Justiniana Prima, na época o terceiro por honra entre as Igrejas Ortodoxas locais, depois de Roma e Constantinopla. Os outros arcebispos foram: Benenato, Paulo, João I, Leão e o último João IX, que em 680-81 participou do Concílio de Trullo em Constantinopla.
A obra do apóstolo Paulo e do Imperador Justiniano I foi continuada pelos santos Metódio e Cirilo e seus discípulos Santos Clemente e Naum de Ocrida.

### Arquidiocese autocéfala de Ocrida

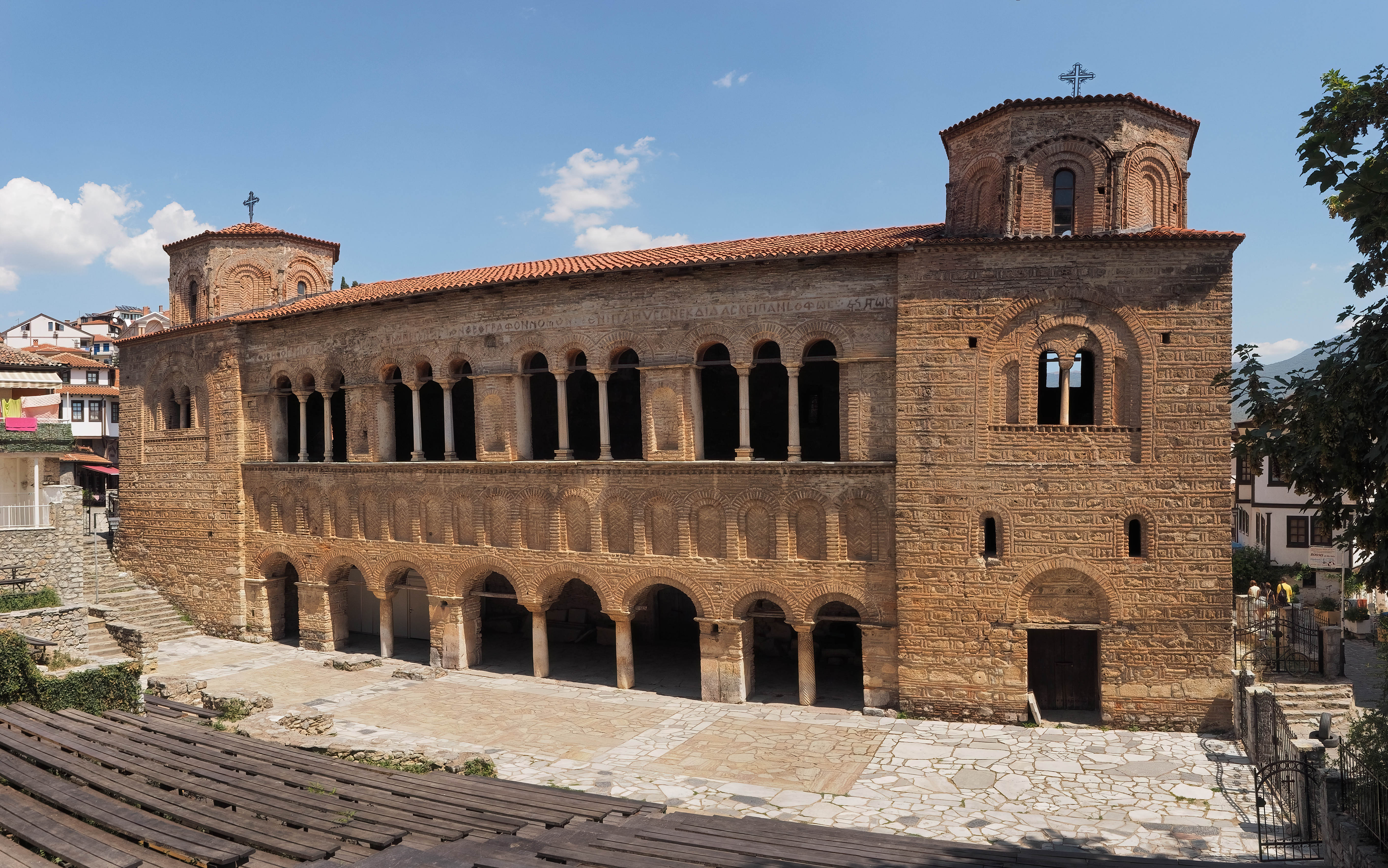
Igreja de Santa Sofia, Ocrida. A primeira Igreja Sinodal do Arcebispado de Ocrida (séc. XI-XIV).

Na segunda metade do século X, dentro dos limites do Estado de Samuel da Bulgária, uma arquidiocese autocéfala com cátedra em Preslava foi estabelecida com o grau de patriarcado, sobre as fundações de Justiniana Prima.
Por razões militares e políticas, a residência do patriarca búlgaro mudou-se sucessivamente da capital Preslava para Drustar, Triaditsa (agora Sofia), Voden, Maglen, Prespa e finalmente para Ocrida.
Após a queda do Primeiro Império Búlgaro, o Imperador bizantino Basílio II reconheceu o status autocéfalo (autônomo) da Igreja búlgara e estabeleceu seus limites, dioceses, propriedades e outros privilégios. O arcebispado estava sediado em Ocrida no Tema bizantino da Bulgária e foi estabelecido em 1019 ao rebaixar o posto do Patriarcado búlgaro autocéfalo e sua subjugação à jurisdição do Patriarcado de Constantinopla.
Em 1767 o arcebispado foi abolido pelas autoridades otomanas e anexado ao Patriarcado Ecumênico de Constantinopla. Esforços foram feitos ao longo do Séc. XIX e na primeira parte do Séc. XX para restaurar a arquidiocese e, em 1874, tornou-se parte do recém-criado Exarcado Búlgaro. A população cristã dos bispados de Escópia e Ocrida votou em 1874 esmagadoramente a favor da adesão ao exarcado, e o exarcado búlgaro passou a controlar a maior parte da região macedônia.
Após a incorporação de Vardar Macedônia na Sérvia em 1913, várias dioceses do Exarcado Búlgaro foram tomadas à força pela Igreja Ortodoxa Sérvia. Enquanto a região foi ocupada pela Bulgária durante a Primeira Guerra Mundial e a Segunda Guerra Mundial, as dioceses locais ficaram temporariamente sob o controle do Exarcado Búlgaro.

### Restauração e Autonomia
A primeira assembléia moderna do clero macedônio foi realizada perto de Ocrida em 1943. Em 1944, um conselho de iniciativa para a organização da Igreja Ortodoxa Macedônia foi oficialmente formado. Em 1945, o primeiro clero e o sínodo popular se reuniram e adotaram uma resolução para a restauração do Arcebispado de Ocrida como uma Igreja Ortodoxa Macedônia. Foi submetido à Igreja Ortodoxa Sérvia, que desde 1919 era a única Igreja em Vardar Macedônia. A resolução foi rejeitada, mas uma posterior, apresentada em 1958 no segundo sínodo, foi aceita em 17 de junho de 1959 pela Igreja Ortodoxa Sérvia sob pressão das autoridades socialistas.
No mesmo ano, o Santo Sínodo da Igreja Ortodoxa da Sérvia concedeu autonomia à Igreja Ortodoxa da Macedônia na então República Socialista da Macedônia como a restauração do histórico Arcebispado de Ocrida, e permaneceu em unidade canônica com a Igreja Sérvia sob seu Patriarca.
Demétrio Stojkovski, um macedônio, foi nomeado o Arcebispo de Ocrida e Metropolita da Macedônia sob o nome de Dositeu II.

### Autocefalia autoproclamada e Cisma
Em seu terceiro sínodo em 1967, no bicentenário da abolição do Arcebispado de Ocrida a Igreja da Macedônia proclamou unilateralmente sua autocefalia e independência da Igreja Ortodoxa da Sérvia. O Santo Sínodo sérvio denunciou a decisão e condenou o clero como cismático. Apesar de todos os esforços subsequentes para obter reconhecimento, a autocefalia da Igreja Macedônia continuou não reconhecida por outras Igrejas Ortodoxas canônicas em defesa da oposição sérvia.
Desde a dissolução da Iugoslávia (década de 1990), o Patriarcado Sérvio tem procurado restaurar seu controle sobre a Igreja da Macedônia. As duas Igrejas negociaram os detalhes de um acordo de compromisso alcançado em Niš, Sérvia, em 2002, que daria aos macedônios étnicos um status independente de fato próximo a autocefalia canônica. O acordo foi assinado e acordado por três Bispos da Igreja Ortodoxa da Macedônia (Metropolita Pedro da Austrália, Metropolita Timóteo de Debar e Kicevo; e Metropolita Naum de Strumica). Depois que funcionários do governo exerceram pressão sobre o clero do Igreja Ortodoxa macedônia para aceitar o acordo, os bispos mais tarde renegaram o acordo, deixando apenas o arcebispo João de Ocrida do lado macedônio, de acordo. De repente, o acordo assinado foi rejeitado pelo governo macedônio e pelo Santo Sínodo do Igreja Ortodoxa Macedônia. Por sua vez, a Igreja Ortodoxa Sérvia concedeu total autonomia ao Arcebispado Ortodoxo de Ocrida, sua filial na Macedônia, no final de maio de 2005 e nomeou João como seu arcebispo.
A cadeia de eventos posteriores se transformou em um círculo vicioso de acusações mútuas e incidentes envolvendo a Igreja Ortodoxa Sérvia e, em parte, o governo sérvio de um lado, e a Igreja Ortodoxa Macedônia, apoiada pelo governo macedônio do outro. O lado macedônio considerou João como um traidor e fantoche sérvio. João reclamou de uma nova campanha de mídia apoiada pelo Estado contra sua Igreja. O governo negou o registro de sua organização, e abriu um processo criminal contra ele. Ele foi preso, removido de seu bispado e depois expulso do país e posteriormente condenado a 18 meses de prisão e preso com "direitos de visita extremamente limitados"[carece de fontes?].
Por sua vez, a Igreja Sérvia negou a uma delegação macedônia o acesso ao Mosteiro de Prohor Pčinjski, que era o local habitual da celebração macedônia do feriado nacional de Ilinden (que significa literalmente Dia de São Elias) em 2 de agosto e o local onde foi realizada a Primeira Sessão da ASNOM (servo-croata: Antifašističko sobranje narodnog oslobođenja Makedonije; abr. ASNOM; inglês: Anti-fascist Assembly for the National Liberation of Macedonia; português: Assembléia Anti-Fascista para a Libertação Nacional da Macedônia). A polícia de fronteira macedônia muitas vezes negou a entrada de padres sérvios no país em trajes clericais.
Em 12 de novembro de 2009, a Igreja Ortodoxa da Macedônia acrescentou "Arcebispado de Ocrida" ao seu nome oficial e mudou seu brasão e bandeira.
Em novembro de 2017, a Televisão Nacional Búlgara anunciou o conteúdo de uma carta que a Igreja Ortodoxa Macedônia havia enviado ao Santo Sínodo da Igreja Ortodoxa Búlgara solicitando conversas sobre o reconhecimento da Igreja Ortodoxa Macedônia. A carta foi assinada pelo arcebispo Estêvão Veljanovski. Entre outras coisas, a carta dizia: "A Igreja Ortodoxa Búlgara - Patriarcado Búlgaro, levando em conta a unidade da Igreja Ortodoxa e as reais necessidades espirituais e pastorais, deve estabelecer a unidade eucarística com o Arcebispado de Ocrida restaurado em face da Igreja Ortodoxa Macedônia".  27 de novembro, o Santo Sínodo do Patriarcado búlgaro aceitou a proposta de se tornar a Igreja mãe da Macedônia e concordou em trabalhar para o reconhecimento de seu status. A Igreja Sérvia expressou sua surpresa com a decisão búlgara de ser “mãe” da Igreja Macedônia.
Em 14 de maio de 2018, a Igreja Ortodoxa Búlgara decidiu recusar o convite da Igreja Ortodoxa Macedônia para participar das festividades comemorativas do 1000º aniversário do estabelecimento do Arcebispado de Ocrida. Eles também se recusaram a enviar um representante para a celebração.[carece de fontes?]
No final de maio de 2018, o Patriarcado de Constantinopla anunciou que havia aceitado o pedido de Escópia para examinar o status canônico do Arcebispado de Ocrida.
Em 13 de janeiro de 2020, o Patriarca Bartolomeu recebeu o primeiro-ministro da Macedônia do Norte, Oliver Spasovski, e seu antecessor Zoran Zaev. Segundo o comunicado do Patriarcado de Constantinopla, "o objetivo da visita era examinar o problema eclesiástico do país. Durante a reunião foram discutidas as etapas anteriores do assunto".  Foi anunciado que o patriarca convidaria tanto a Igreja Ortodoxa Sérvia quanto a Igreja Ortodoxa Macedônia para uma reunião conjunta em uma tentativa de encontrar uma solução mutuamente aceitável para a questão eclesiástica do país.
Em 7 de maio de 2022, foi revelado publicamente que uma delegação sérvia, incluindo o Patriarca Porfírio, realizou recentemente uma reunião reservada com uma delegação macedônia. De acordo com o Bispo Fócio de Zvornik e Tuzla, a Igreja Ortodoxa Macedônia poderia retornar à unidade canônica com a Igreja Sérvia já no Conselho de Bispos deste mês, 20 anos após o Acordo de Niš não ter resolvido a questão.

### Restauração da Comunhão e Autocefalia

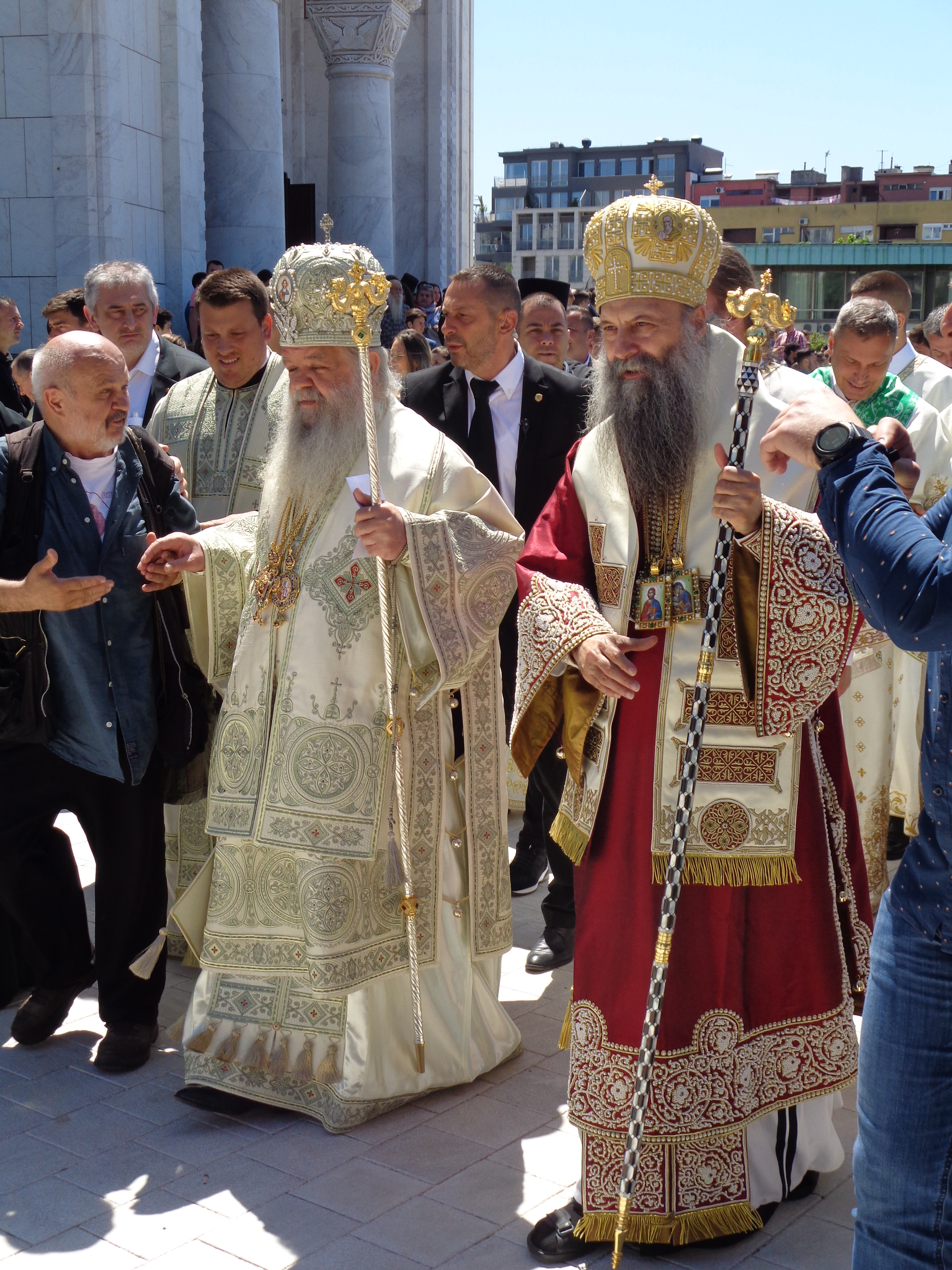
Patriarca Porfírio da Sérvia e Arcebispo Estevão de Ocrida em 19 de maio de 2022

Em 9 de maio de 2022, apenas três dias após a reunião entre as delegações sérvia e macedônia ter sido revelada publicamente, o Santo Sínodo do Patriarcado de Constantinopla declarou reconhecer a Igreja Ortodoxa da Macedônia, sua hierarquia e fiéis, e estabeleceu a comunhão eucarística com ela. Também afirmou que reconhecia que a jurisdição do Igreja Ortodoxa Macedônia era sobre a Macedônia do Norte. No entanto, o Patriarcado Ecumênico se recusou explicitamente a reconhecer a palavra "Macedônia" ou qualquer outro derivado para designar a Igreja e usou "Ocrida" para se referir a ela. O Santo Sínodo também afirmou que era papel da Igreja Ortodoxa Sérvia resolver as questões administrativas que a Igreja Sérvia tinha com a Igreja Macedônia.
Em 16 de maio de 2022, Os hierarcas da Igreja Ortodoxa Sérvia, reunidos no Conselho Episcopal em Sremski Karlovci, resolveram receber a Igreja Ortodoxa Macedônia-Arcebispado de Ocrida. O Patriarcado sérvio anunciou o fim do cisma entre o Patriarcado e o Arcebispado, restaurando a Igreja macedônia à plena comunhão e a mesma autonomia concedida em 1959. Assim, a interrupção da comunhão litúrgica e canônica causada pelo cisma em 1967 é encerrada e “é estabelecida a plena comunhão litúrgica e canônica”.
Em 24 de maio de 2022, durante a festa dos Santos Cirilo e Metódio, o Patriarca sérvio, Porfírio, anunciou que o Santo Sínodo da Igreja Ortodoxa Sérvia aceitou unanimemente o pedido de autocefalia da Igreja Ortodoxa Macedônia.

## Status atual
A decisão do Patriarcado Ecumênico de reconhecer a Igreja Ortodoxa da República da Macedônia do Norte sem que isso signifique autocefalia, até agora apenas remove o cisma imposto, comentou o Prof. Dr. Kostadin Nushev, professor da Faculdade de Teologia da Universidade de Sofia "São Clemente de Ocrida". "Esta decisão até agora apenas retira o cisma imposto e diz que esta Igreja, que até agora estava sob cisma, ou seja, sob a proibição de celebrar a Santa Eucaristia com ela, agora se pode servir com seus hierarcas, com seus sacerdotes", explicou o Prof. Associado Nushev. Mas, acrescentou, "esta ainda não é a forma final de seu status administrativo - se será autocéfalo ou autônomo, já que o ato visa regular ainda mais seu status por meio de negociações com a Igreja Ortodoxa Sérvia".
De acordo com o especialista em direito eclesiástico Dilyan Nikolchev, o ato do Patriarcado Ecumênico era esperado depois de anunciar há três anos que havia aceitado o pedido de Escópia para estudar o status canônico do Arcebispado de Ocrida. "Para o status, o Igreja Ortodoxa Sérvia e a Igreja Ortodoxa Macedônia tiveram a oportunidade de se sentar à mesa de negociações para delinear a maneira de concordar com o status macedônio - seja autônomo, autonomia estendida ou autocefalia", disse o Prof. Assoc. Dilyan Nikolchev, professor de direito eclesiástico da Universidade de Sofia.
O Metropolita Timóteo de Debar e Kicevo confirmou que o status da Igreja da Macedônia não foi resolvido, mas eles foram aceitos como uma hierarquia e servirão com as Igrejas que concordam com a decisão. "Claro, existem algumas Igrejas que não concordam. É por isso que estamos procurando outra maneira de sermos reconhecidos por todos, e não apenas por Igrejas ortodoxas individuais, este é o nosso desejo e oração", disse o Metropolita Timóteo.
Segundo representantes das Igrejas Búlgara e Russa, somente a Igreja Sérvia poderá resolver o status da Igreja da Macedônia do Norte.
Em 16 de maio de 2022, a Igreja Ortodoxa Macedônia foi formalmente reconhecida como canônica, pelo Santo Sínodo do Patriarcado da Sérvia, finalizando o cisma de décadas.
Em comunicado, a Igreja Sérvia informou que no diálogo sobre seu status canônico futuro e possivelmente final, será guiada única e exclusivamente por princípios, critérios e normas eclesiológico-canônicos e eclesiástico-pastorais, não se importando com "realpolítico", "geopolítico", "igreja -políticos" e outros dados ou por iniciativas unilaterais e não sujeitos à influência ou pressão de quem quer que seja.
Em 24 de maio de 2022, o Patriarca Porfírio da Sérvia anunciou que o Conselho Episcopal da Igreja Ortodoxa Sérvia aprovou e reconheceu a autocefalia da Igreja Ortodoxa Macedônia.
Em 5 de junho de 2022, a Igreja Ortodoxa da Macedônia recebeu um tomos de autocefalia do Patriarca da Sérvia, após a liturgia na Catedral do Arcanjo Miguel em Belgrado.

## Reconhecimento

### Patriarcado de Constantinopla
Em 09 de maio de 2022, o Patriarcado Ecumênico, durante reunião do Santo Sínodo, anunciou a aceitação na comunhão eucarística "a hierarquia, o clero e o povo desta Igreja sob o arcebispo Estêvão" e esclareceu que cabia à Igreja da Sérvia resolver as questões administrativas entre ela e a Igreja na Macedônia do Norte. Também deixou claro que excluiu o termo “macedônio” e qualquer outro derivado da palavra “Macedônia”, e reconheceu o nome da Igreja como “Ocrida” (Ohrid).
Em 10 de junho de 2022, o Patriarca Bartolomeu entregou ao Arcebispo Estevão de Ocrida um documento confirmando a unidade canônica e litúrgica que foi anunciada após a sessão do Santo Sínodo de Constantinopla em 9 de maio.

### Patriarcado da Sérvia
Em 16 de maio de 2022, os hierarcas da Igreja Ortodoxa Sérvia, reunidos no Conselho Episcopal em Sremski Karlovci, resolveram receber a Igreja Ortodoxa Macedônia-Arcebispado de Ocrida, anteriormente cismática.
De acordo com a declaração do Conselho Sérvio, os hierarcas da Igreja da Macedônia estavam dispostos a aceitar seu status anteriormente canônico como um corpo autônomo dentro do Patriarcado Sérvio e, assim, recebem a “independência interna total” originalmente concedida a eles em 1959.
Em 24 de maio de 2022, a Igreja Sérvia concedeu autocefalia à Igreja da Macedônia.
Em 5 de junho de 2022, o Santo Sínodo dos Bispos sérvios concedeu total independência à Igreja Macedônia-Arcebispado de Ocrida, entregando-lhe um tomos, confirmando sua autocefalia.

### Patriarcado de Moscou
Após a decisão dos hierarcas sérvios, em 16 de maio de 2022, o arcebispo Nikolai Balashov, vice-chefe do Departamento de Relações Externas da Igreja Russa, disse à imprensa que a Igreja Russa saúda sua decisão.
"A Igreja Ortodoxa Russa congratula-se com a decisão da Igreja Sérvia de restaurar a comunhão canônica com a Igreja Macedônia, esta é a superação de um cisma da Igreja de meio século", o Arcipreste Nikolai Balashov, Vice-Presidente do Departamento de Relações Externas da Igreja (DECR) da Patriarcado de Moscou, disse à RIA Novosti.

### Igreja da Grécia
O Santo Sínodo da Igreja da Grécia congratulou-se com a decisão do Patriarcado de Constantinopla de reconhecer a Igreja Ortodoxa Macedônia-Arcebispado de Ocrida como canônica, mas tem “sérias objeções e reservas” sobre a decisão da Igreja Sérvia de conceder-lhe autocefalia.
o Sínodo grego discorda da Igreja Sérvia em três pontos:
1. O nome dado à Igreja recém-autocéfala: “Igreja Ortodoxa Macedônia-Arcebispado de Ocrida”;
2. Que permite que a Igreja Ortodoxa Macedônia mantenha suas dioceses da diáspora;
3. Que a Igreja Sérvia não deveria conceder autocefalia porque isso é prerrogativa "exclusiva" do Patriarcado de Constantinopla.

## Primazes
- Dositeu Stoikovski (1958 - 1981);

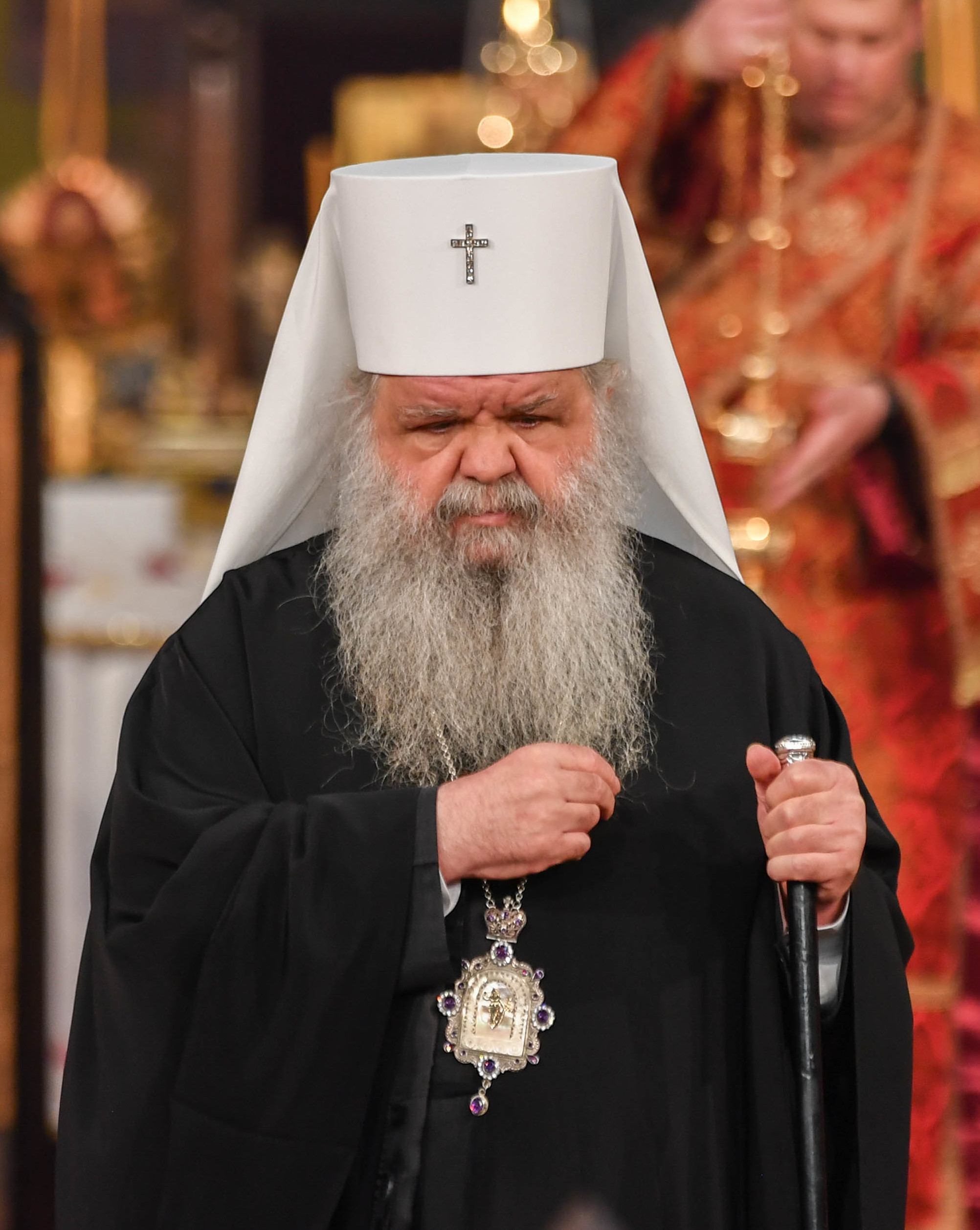
Arcebispo Estevão

  - Cirilo Popovski (1981) - Lugar-tenente. Metropolita americano-canadense e australiano;
- Angelário Krsteski (1981 - 1986);
- Gabriel Miloshev (1986 - 1993);
- Miguel Gogov (1993 - 1999);
- Estêvão Velianovski (1999) - Arcebispo de Ocrida e Macedônia.[7][8][9]

## Estrutura e Organização
A Igreja Ortodoxa da Macedônia tem cerca de 1.200 templos na Macedônia do Norte organizados em 10 eparquias.
Desde outubro de 1999, o Primaz da Igreja Ortodoxa Macedônia é o Arcebispo Estêvão de Ocrida e Macedônia. O Primaz preside o Santo Sínodo dos Hierarcas da Igreja, composto por 10 metropolitas e 2 bispos titulares (vigários).

### Dioceses na Macedônia do Norte

Dioceses da Igreja Ortodoxa Macedônia (2013)

- Diocese de Escópia - Arcebispo Estêvão de Ocrida e Macedônia;[7]
- Diocese de Tetovo e Gostivar - Metropolita José;
- Diocese de Kumanovo e Osogovo - Metropolita José;
- Diocese de Debar e Kičevo - Metropolita Timóteo;
- Diocese de Prespa e Pelagonia - Metropolita Pedro;
- Diocese de Strumica - Metropolita Naum;
- Diocese de Bregalnica - Metropolita Ilarião;
- Diocese de Povardarie - Metropolita Agatângelo.

#### Bispos vigários
- Clemente de Heracleia;
- Jacó de Poliani.

### América do Norte
- Diocese americana-canadense - Metropolita Metódio.

### Europa
- Diocese europeia - Metropolita Pimênio.

### Australásia
- Diocese da Austrália e Nova Zelândia,  com sede em Melbourne - Metropolita Pedro de Prespa e Pelagonia;
- Diocese da Austrália e Sydney, com sede em Sydney -  Metropolita Timóteo de Debar e Kichevo.

Fora do país, a Igreja está ativa em 3 dioceses da diáspora macedônia. As 10 dioceses da Igreja são governadas por dez Bispos, com cerca de 500 sacerdotes ativos em cerca de 500 paróquias com mais de 2000 igrejas e mosteiros. A Igreja reivindica jurisdição de cerca de vinte mosteiros, com mais de 100 monges.
Os calendários da Igreja seguem o antigo calendário juliano e usam os nomes arcaicos dos meses do ano em vez dos nomes comuns derivados do latim.

## Galeria

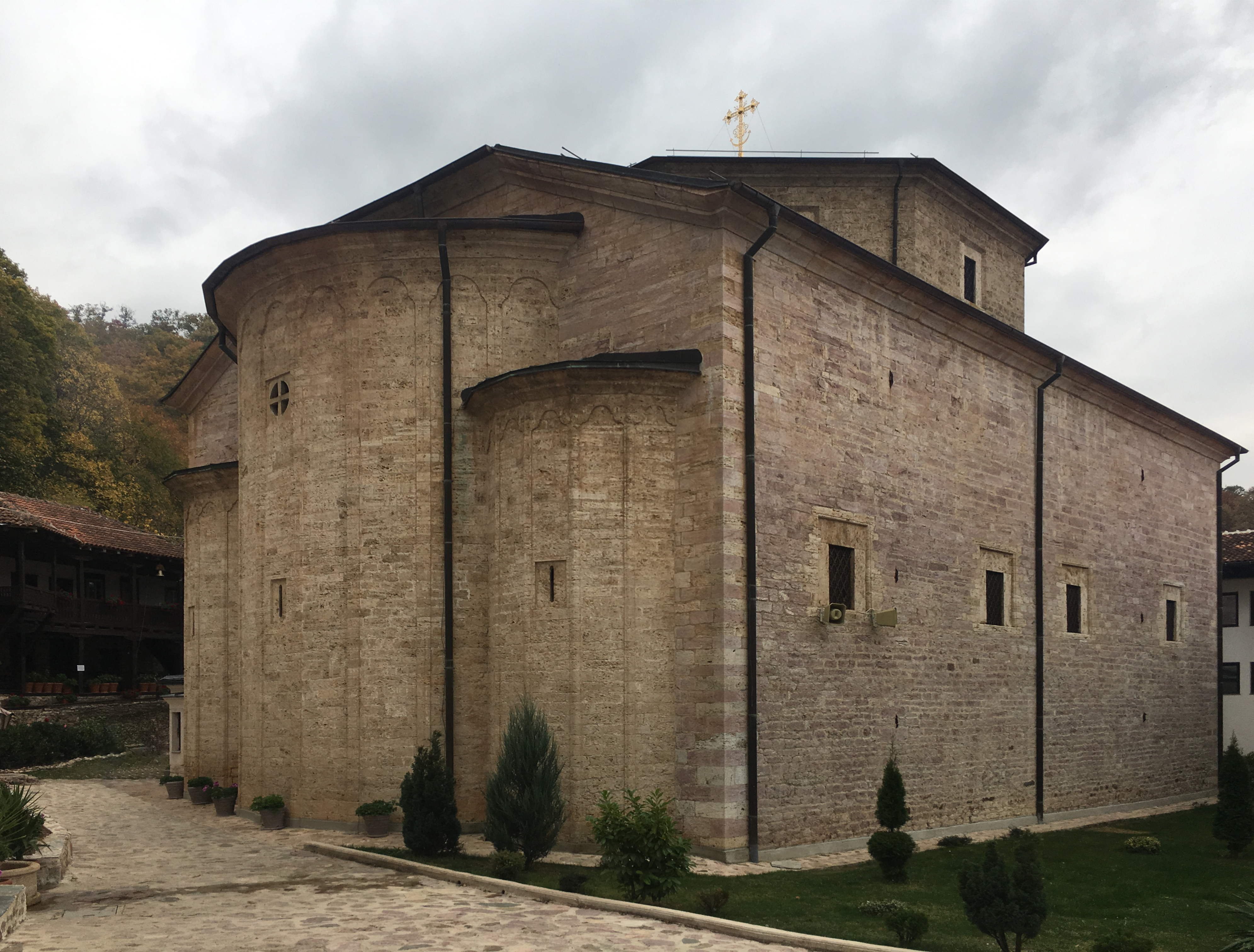
Mosteiro da Santa Mãe de Deus, Kicevo
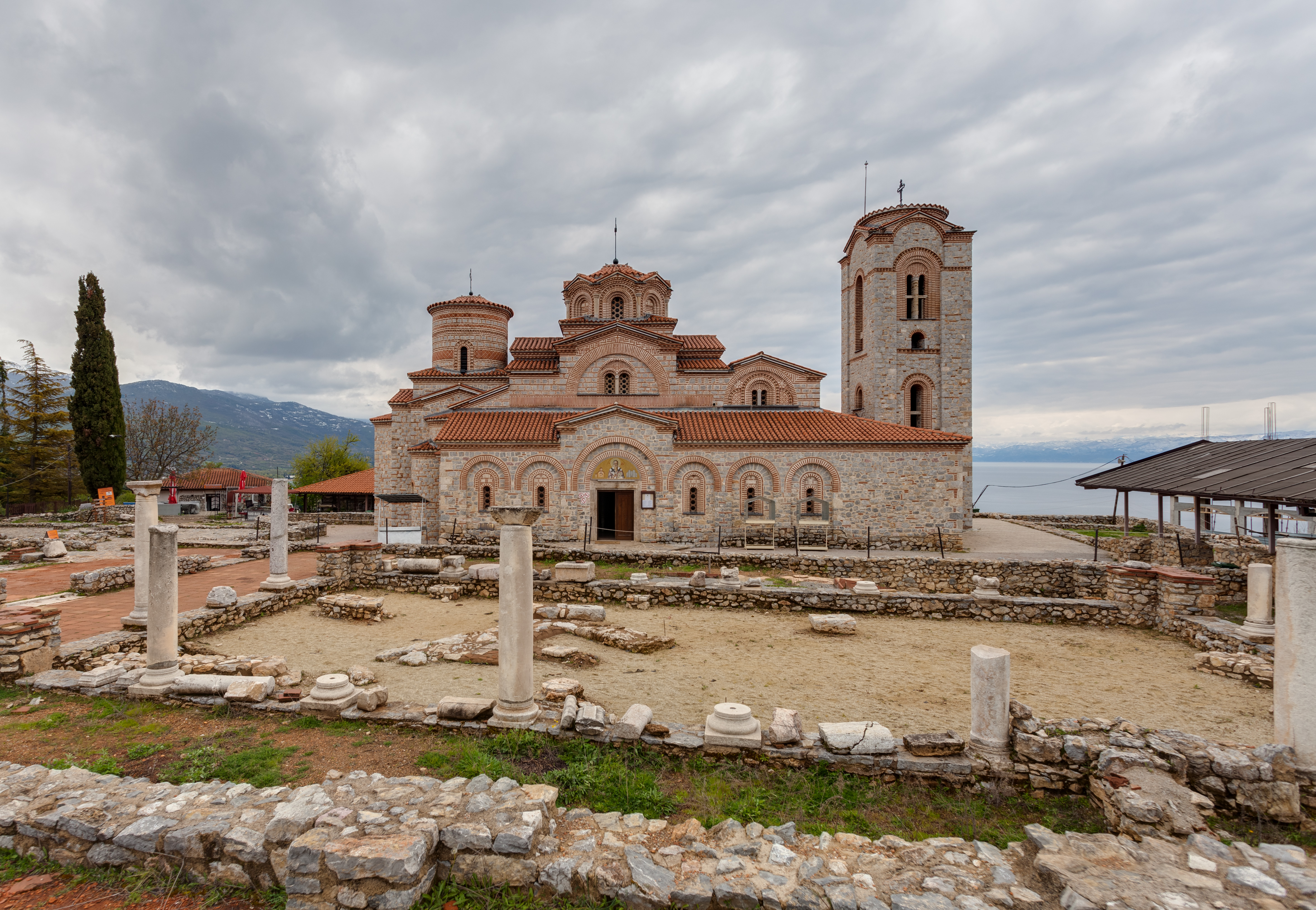
Igreja de São Pantaleão, Ocrida
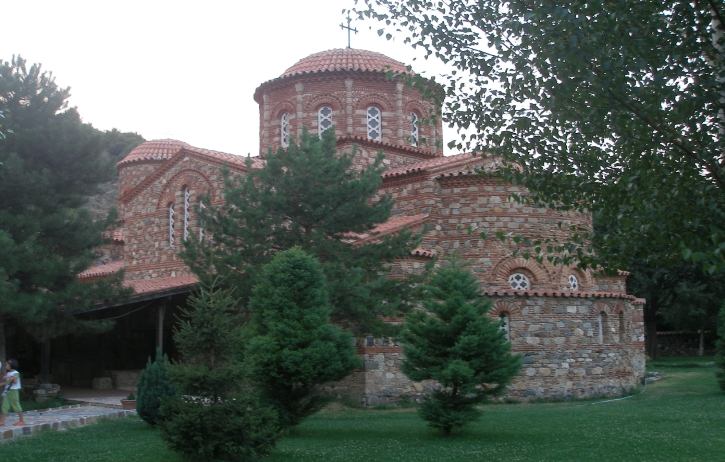
Igreja de São Leontino, Vodoča, Strumica
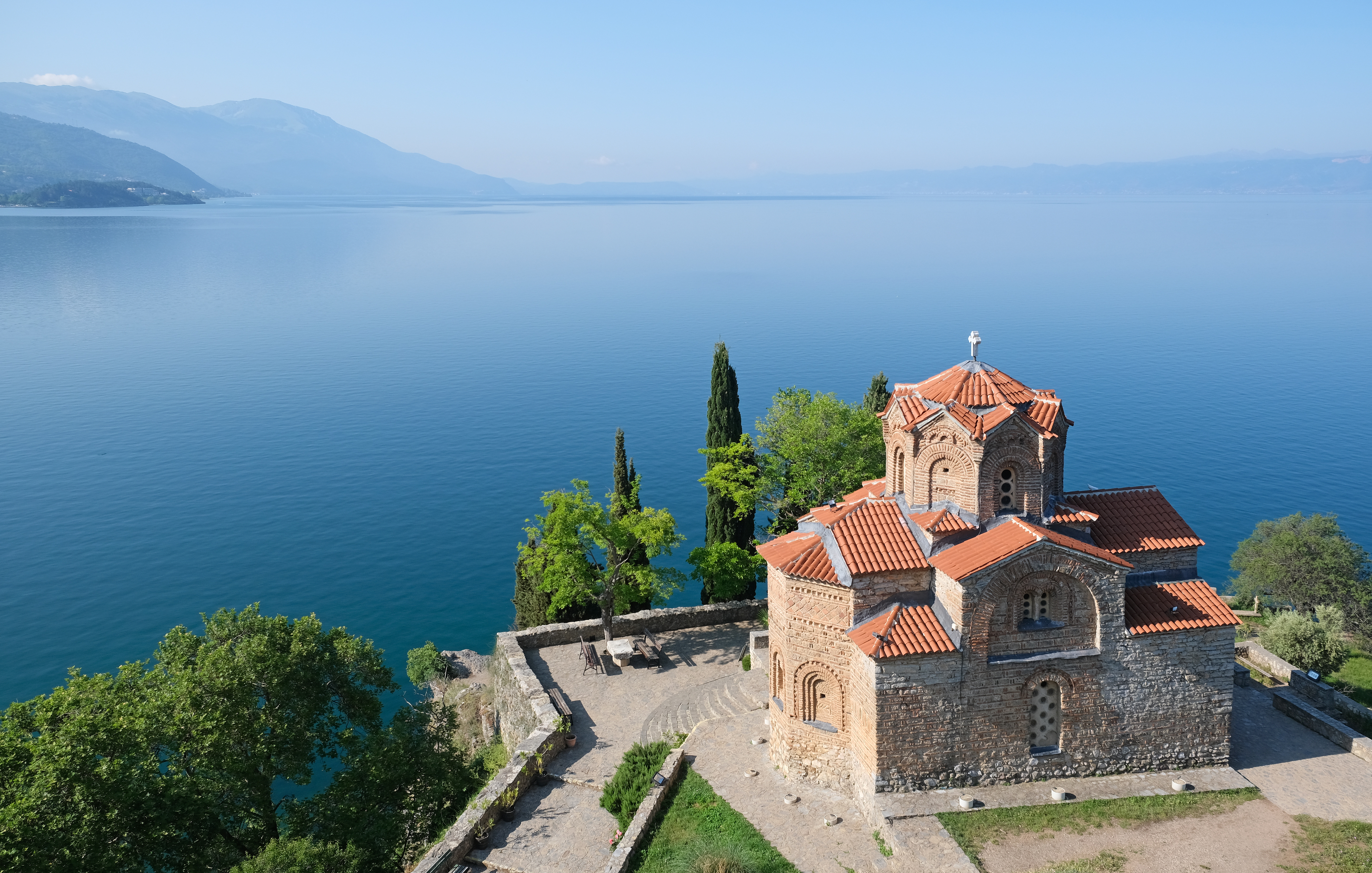
Igreja de São João Caneo, Ocrida
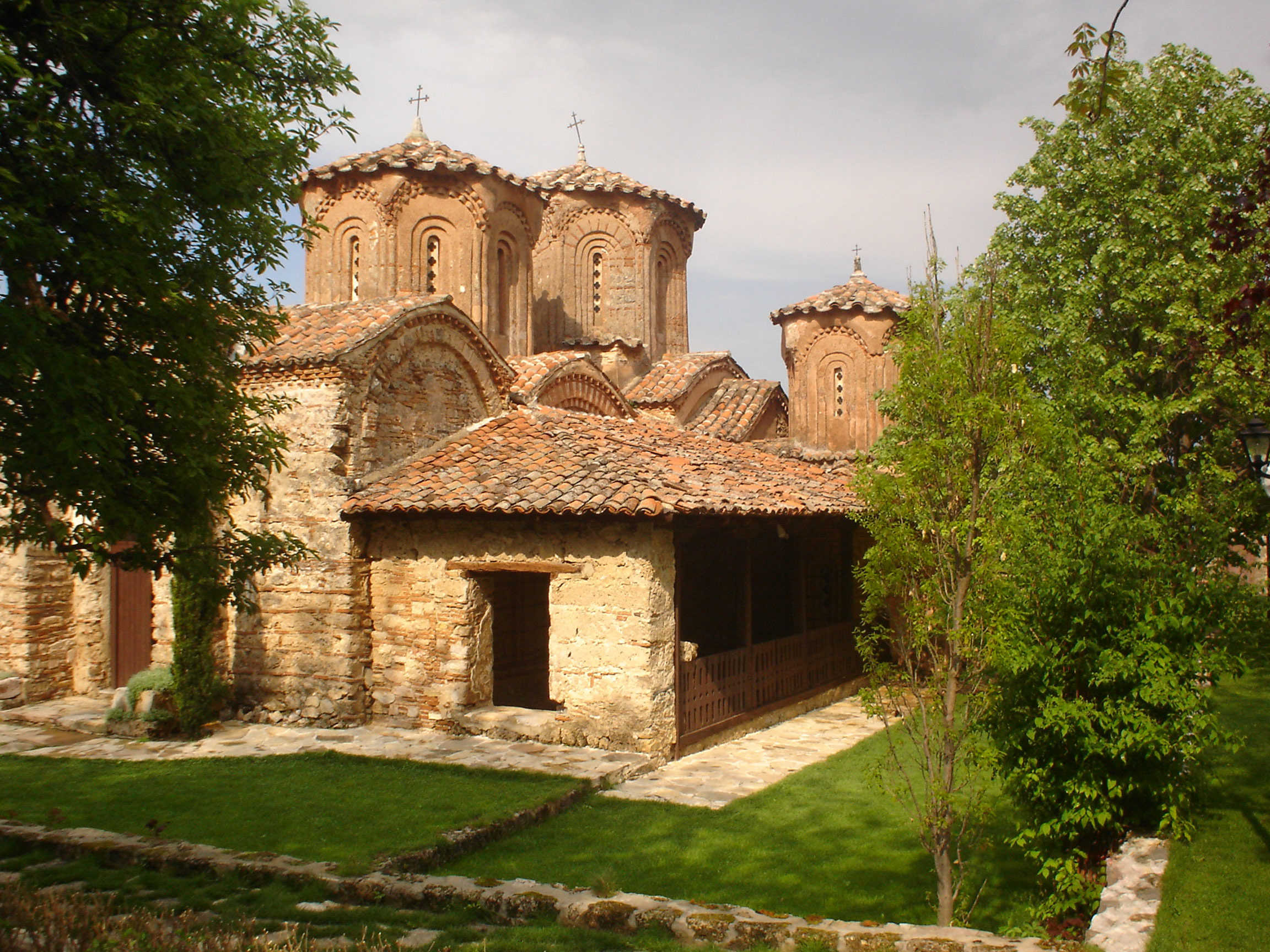
Mosteiro da Santa Mãe de Deus Eleusa, Strumica
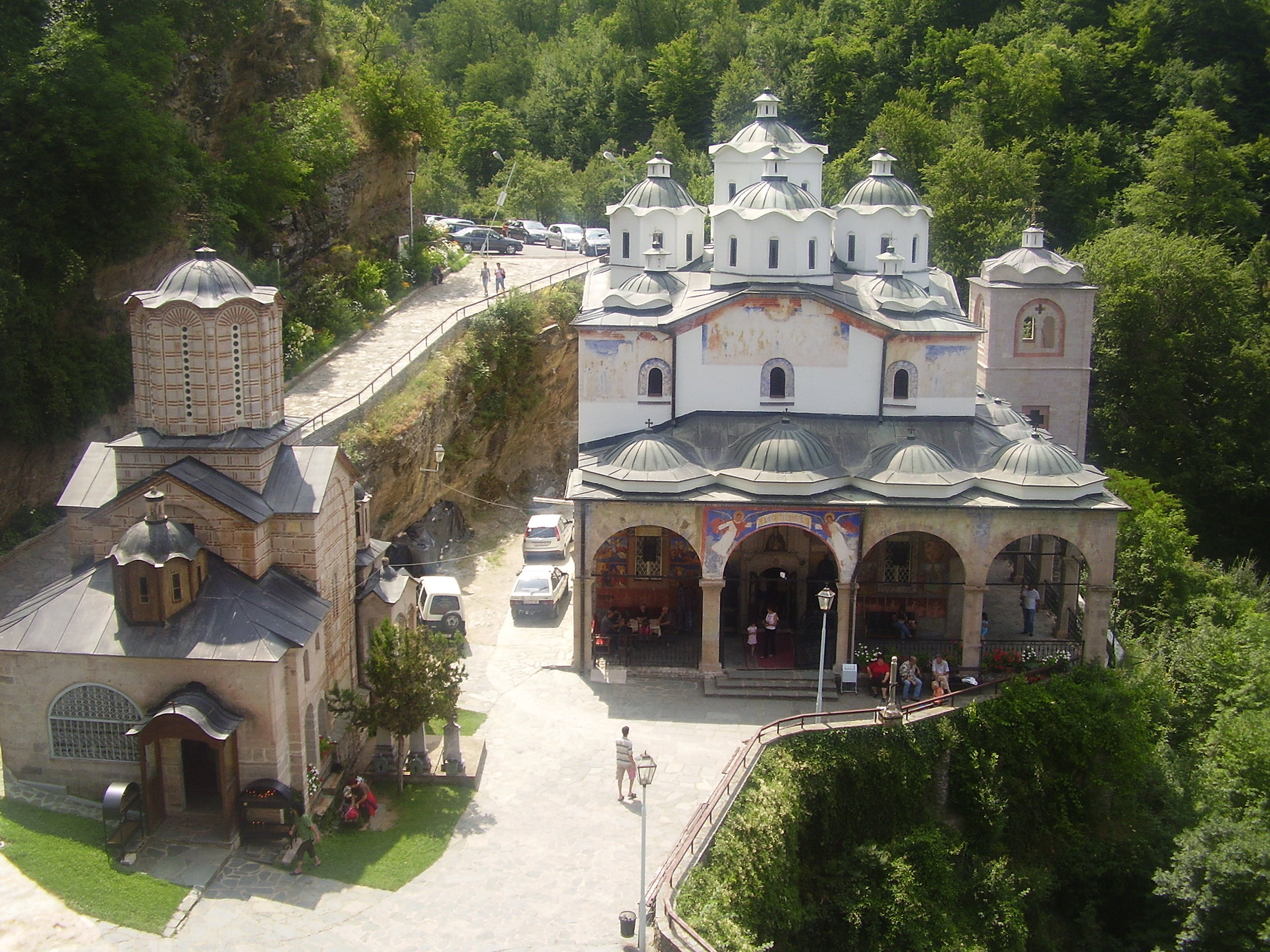
Mosteiro de São de Joaquim Osogovski, perto de Kriva Palanka
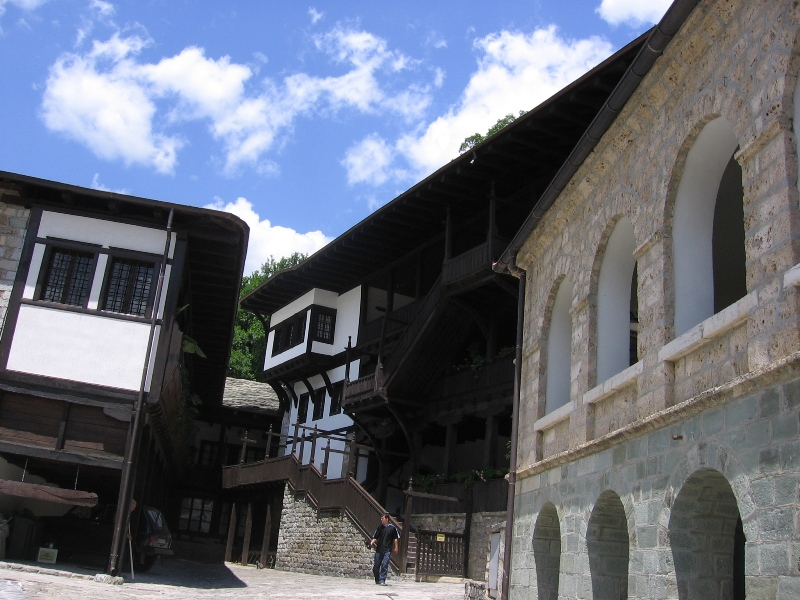
Mosteiro de São João Bigorski, Rostuse
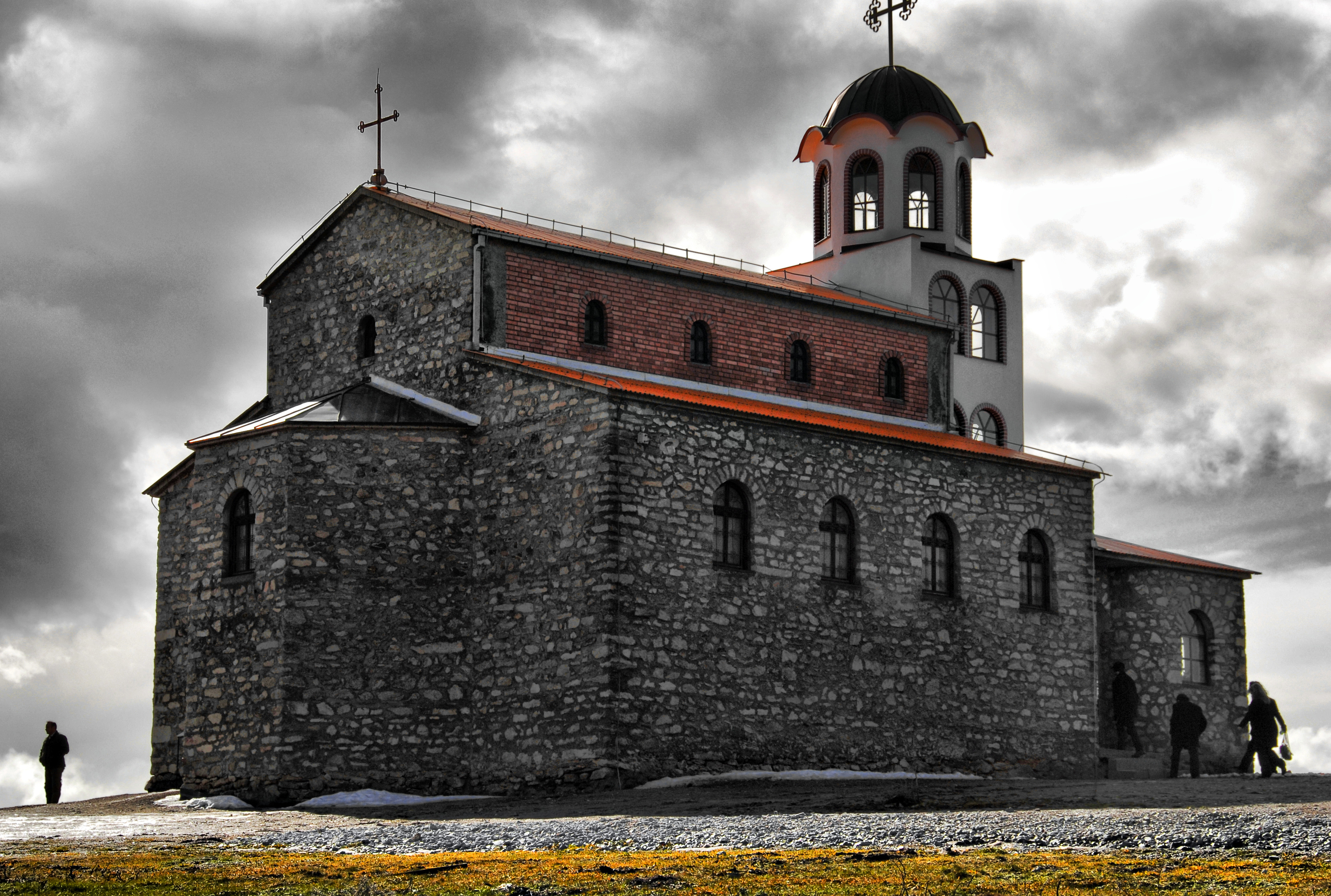
Mosteiro da Santa Transfiguração, Krushevo
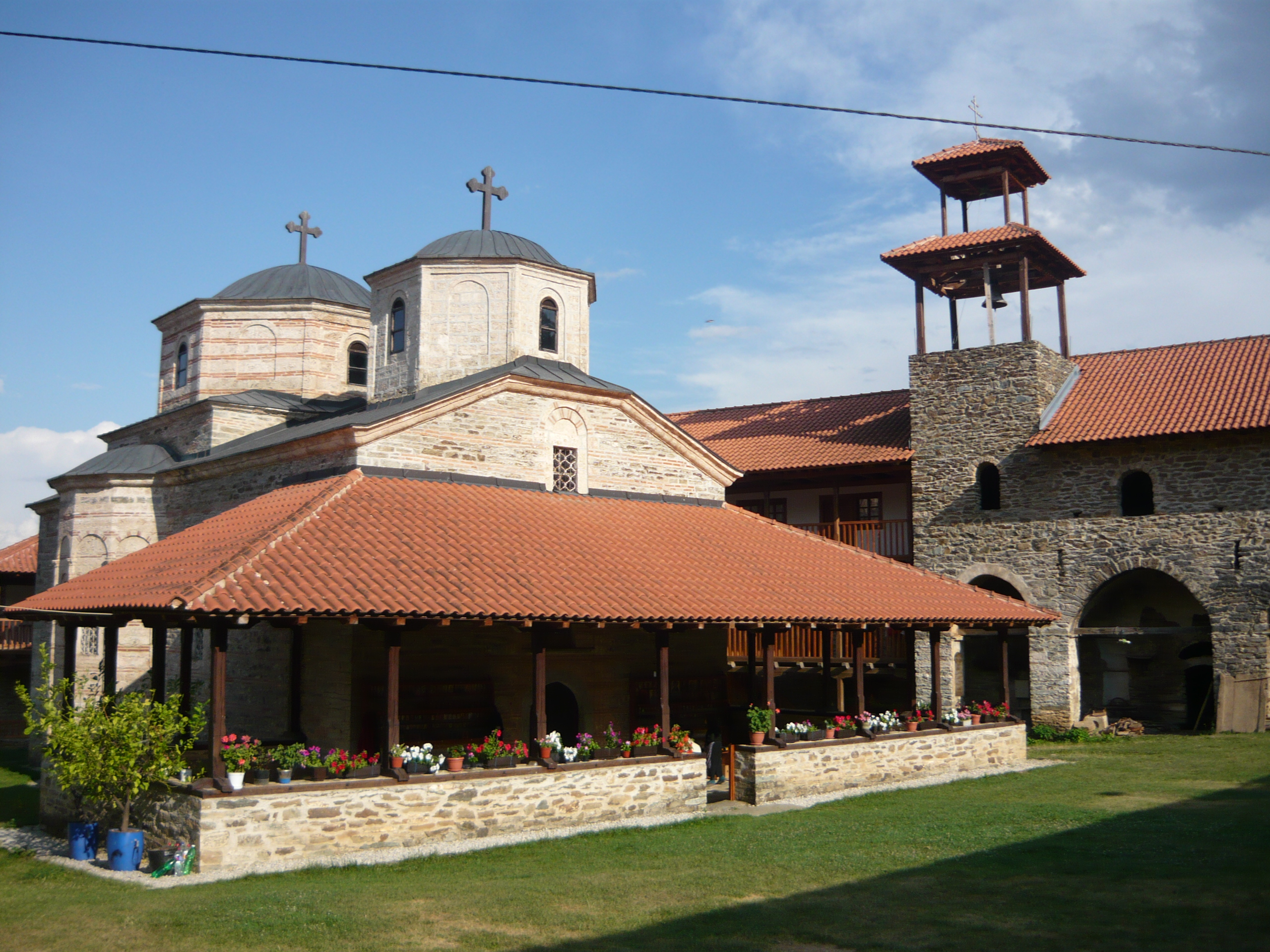
Mosteiro de São João Pretecha, Slepche
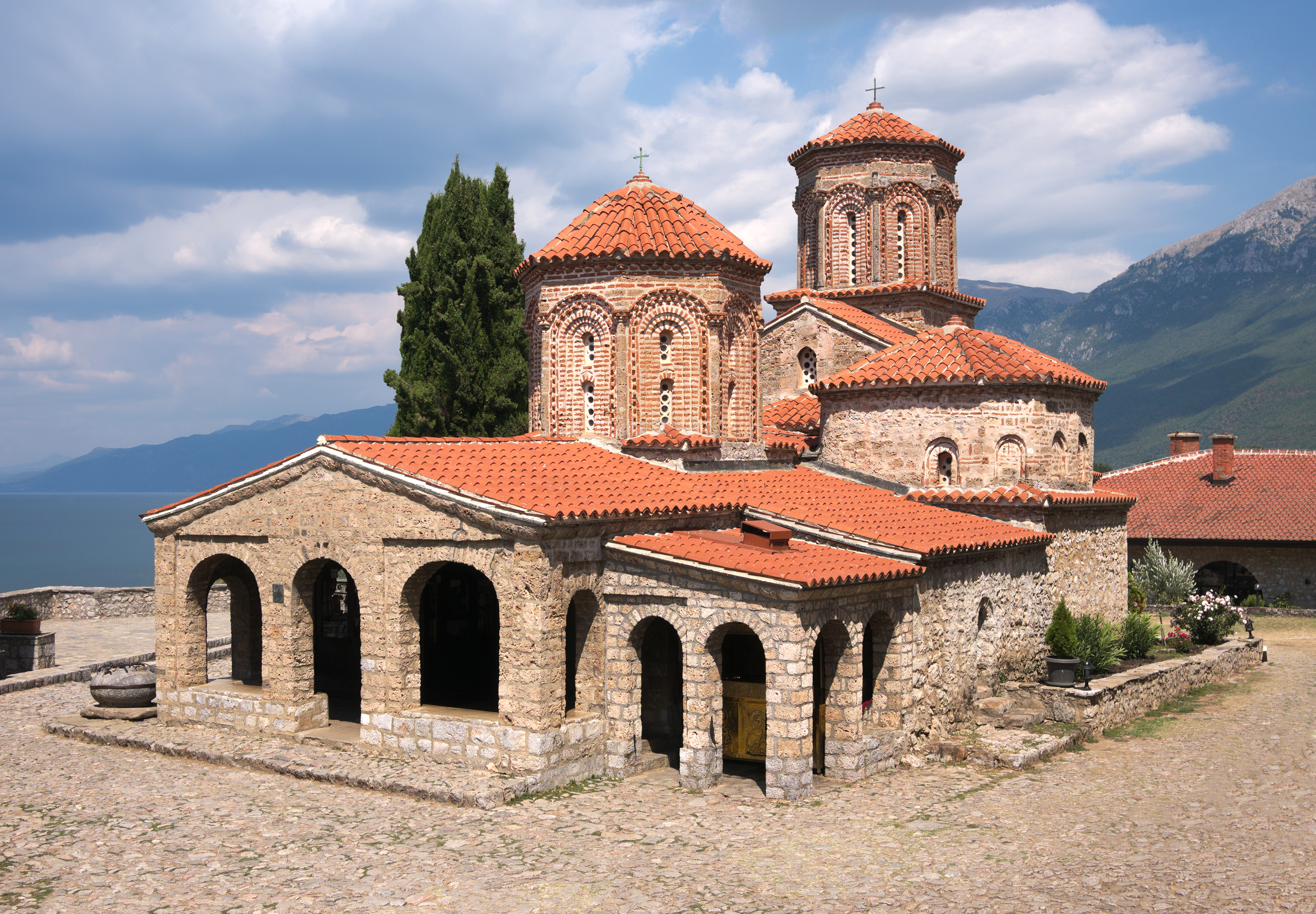
Mosteiro de São Naum de Ocrida
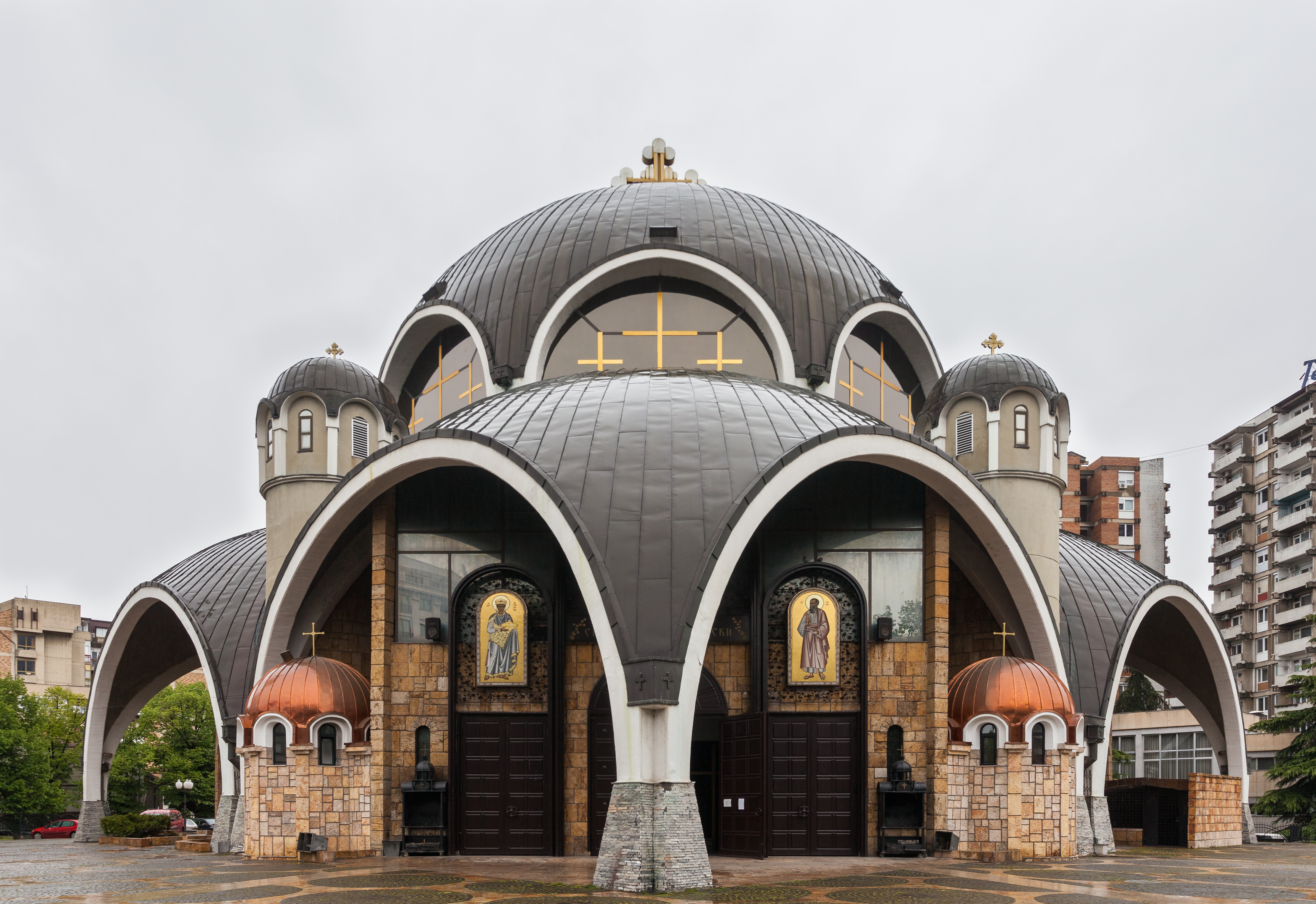
Catedral de São Clemente de Ocrida, Escópia
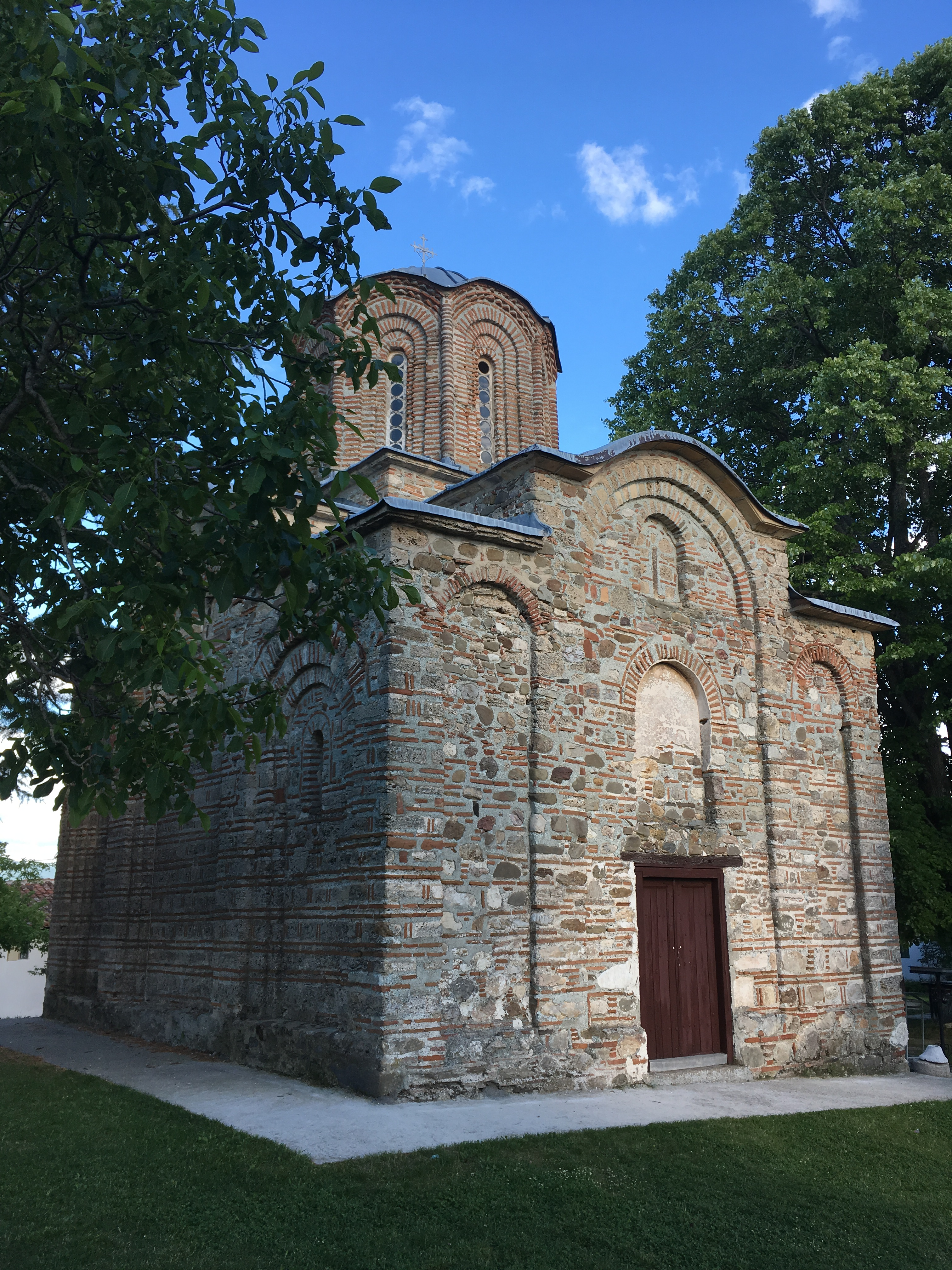
Mosteiro de S. Nikita, Gornjane